# Niederschelden
Niederschelden (vereinfachend auch Schelden; mundartlich Schälde) ist ein Stadtteil von Siegen.

## Geografie

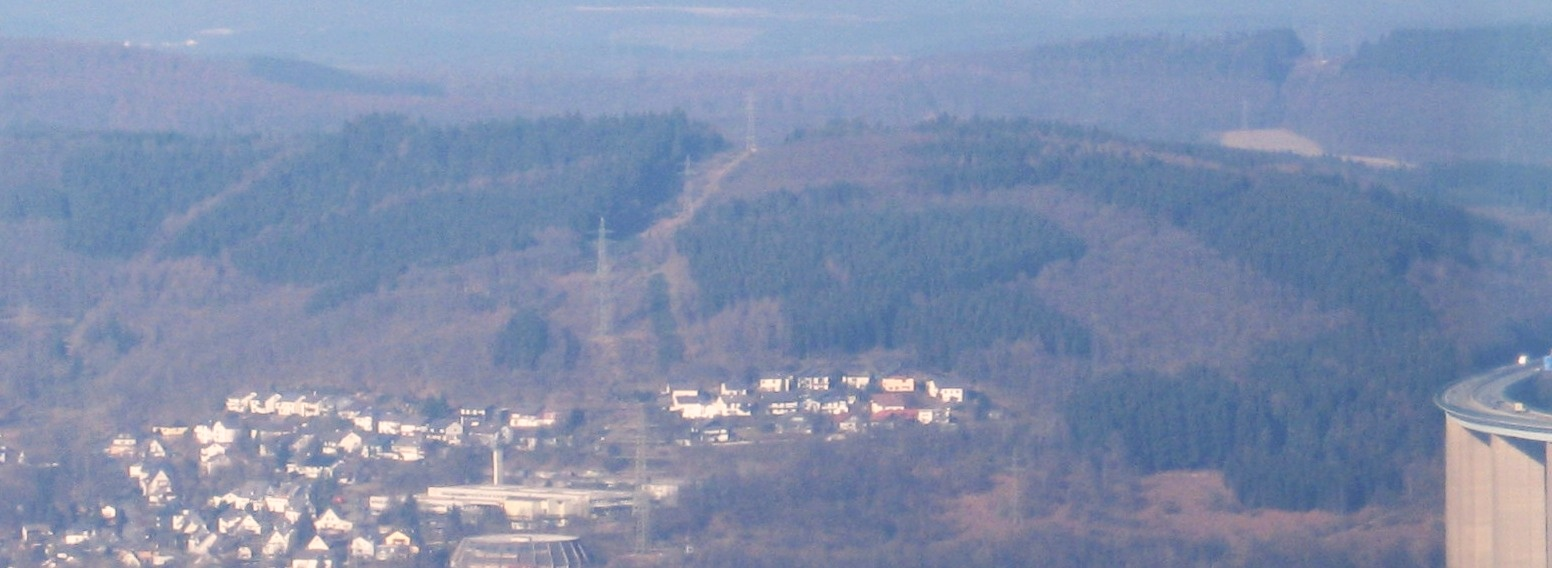
Der Rothenberg nördlich Niederscheldens

Der Stadtteil liegt im Südwesten der Stadt, ist Teil des Stadtbezirks VI (Süd) und bildet die Landesgrenze zum Landkreis Altenkirchen in Rheinland-Pfalz. Niederschelden ist mit dem benachbarten Mudersbacher Ortsteil Niederschelderhütte längst zu einem Ort zusammengewachsen. Der Ort liegt im Siegtal zwischen 220 und 330 m Höhe. An der Grenze zu Niederschelderhütte mündet der Gosenbach in die Sieg. Nördlich liegt der 413 m hohe Rothenberg.
Niederschelden grenzt an Gosenbach und Siegen im Norden, an Eiserfeld im Osten und Südosten, an Niederschelderhütte (Mudersbach) im Westen und im äußersten Westen an Oberschelden.

## Geschichte

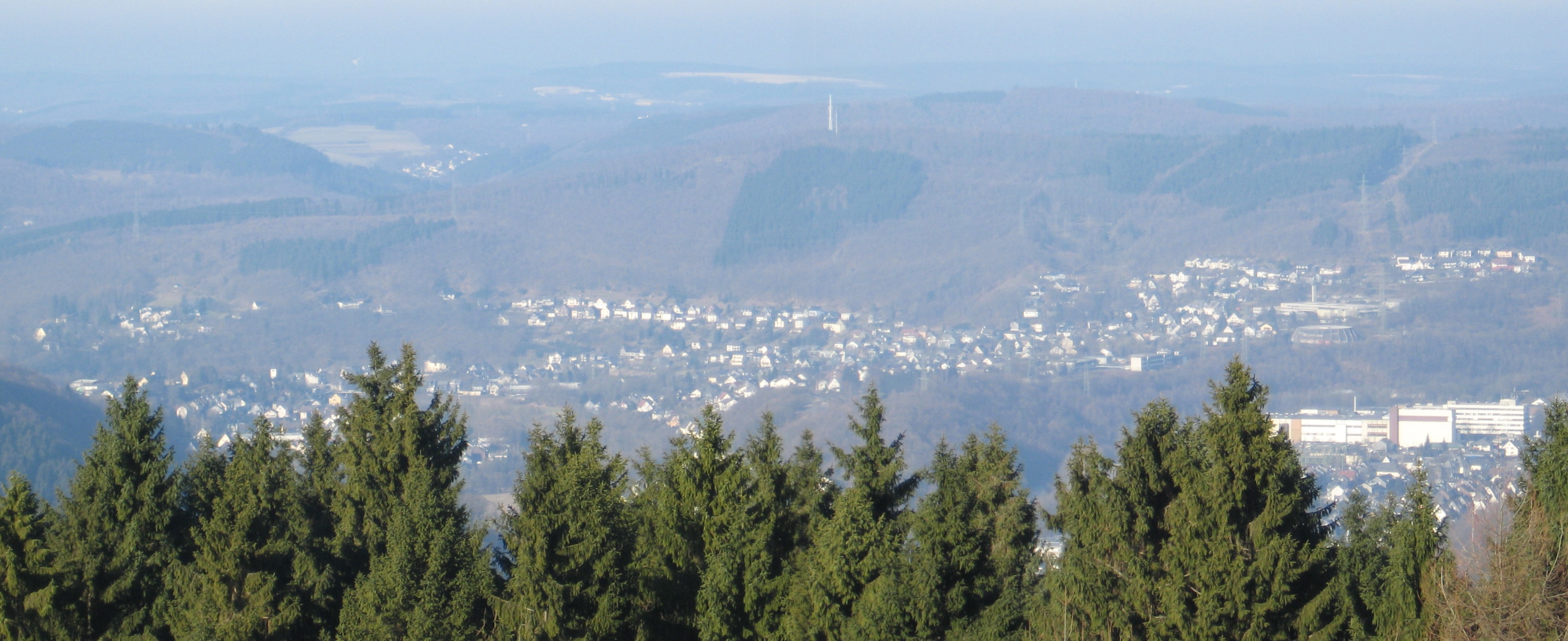
Niederschelden vom Pfannenberger Aussichtsturm gesehen

Die Besiedlung im Ortsgebiet fand in der „Fränkischen Landnahme“ zwischen 720 und 800 nach Christi Geburt statt. Die erste schriftlich überlieferte Erwähnung des Ortes Niederschelden als „Schelte“ ist auf den 22. Februar 1330 datiert. Im Jahr 1342 wurde der Mühlengraben ausgehoben, aus diesem Anlass ist die alte Mühle im selben Jahr erstmals schriftlich bezeugt. 1682 wurde eine neue Kapellenschule auf dem Gelände der Burgschule mit einem Klassenzimmer erbaut und eingeweiht. Sie wurde 1907 abgerissen. 1695 verließ Georg Giebeler aufgrund hoher Schulden den Ort und siedelte sich im heutigen Niederschelderhütte an. Dort konnte er nicht verfolgt werden. Er ist der erste Einwohner von Niederschelderhütte.

### Eisenerzbergbau
Wie auch das restliche Siegerland, war der Ort in den letzten zwei Jahrtausenden sehr vom Eisenerzabbau geprägt. 1417 bestand bereits eine Hütte in Niederschelden. 1742 wurde erstmals eine Kupferhütte oberhalb des Dorfes an der Stelle des heutigen Pocheweihers erwähnt. 1863 erfolgte die Grundsteinlegung der Charlottenhütte, später eine der bedeutendsten Hütten im Siegerland. Sie wurde erst 1981 stillgelegt. Ab 1465 lässt sich auch der Erzbergbau in Niederschelden bezeugen. Die Grube Alte Dreisbach wurde erstmals genannt. In ihr wurden bis 1928 aus einer Teufe von bis zu 850 m hauptsächlich Eisenerz gefördert. 1885 waren es 22.534 t. Sie war die tiefste Grube im Ortsgebiet und die letzte, die geschlossen wurde. Die meisten anderen Gruben wurden im 19. Jahrhundert verliehen. Der zweitgrößte Betrieb war die Konsolidationsgrube Vereinigte Henriette nahe der Grenze zu Niederschelderhütte. Sie entstand am 23. Juli 1870 durch die Konsolidation mehrerer kleiner Betriebe. Gefördert wurden bis Ende 1923 ca. 400.000 t Eisenerz. Im späten 18. und frühen 19. Jahrhundert blühte auch in Niederschelden der Kobaltbergbau an der Sieg. Die bedeutendsten Gruben waren Bunte Kuh (1780–1903) und Junkernburg (um 1770–1903). Letztere gehörte später zur Gosenbacher Eisenerzgrube Storch & Schöneberg.

### 19. bis 21. Jahrhundert
1839 wurde mit dem Bau der Straße zwischen Siegen und Niederschelden begonnen. Sie konnte 1844 dem Verkehr übergeben werden. 1856 erfolgte der erste Spatenstich für die neue Eisenbahnlinie, die 1861 eröffnet wurde. Eine Fahrt von Niederschelden nach Siegen kostete 15 Pfennige in der vierten Wagenklasse.
1870/71 wurde eine neue Schule erbaut, die heutige Alte Burgschule. 1963 beschloss der Gemeinderat den Bau einer Volksschule mit 14 Klassen. Die Baukosten wurden auf 2,5 Mio. DM geschätzt. Nur vier Jahre später konnte sie eingeweiht werden. Ebenfalls 1963 konnte der achtklassige Anbau der Dreisbachschule eingeweiht werden. 1973 folgte der Bau des Gymnasiums, ein Jahr später der Bau der Rundturnhalle. 1892 konnte eine neue evangelische Kirche eingeweiht werden. 1957 wurde die katholische St. Liborius–Kirche eingeweiht.
Am 20. Juli 1881 richtete ein Unwetter nach wochenlang anhaltender Hitze schwere Schäden im Ort an.
Die Gründung der Erzquell Brauerei Siegtal durch Hermann Burgmann und Heinrich Wildenberg erfolgte 1885.
1815 wurde Niederschelden preußisch. 1878 wurde Niederschelden vom Amt Weidenau abgetrennt und dem neu gebildeten Amt Eiserfeld zugeordnet. Bis 1966 gehörte Niederschelden dann dem Amt Eiserfeld an, wurde im Zuge der kommunalen Neugliederung am 1. Juli 1966 der selbständigen Stadt Eiserfeld angeschlossen und gehört seit dem 1. Januar 1975 der Stadt Siegen an. Der Ort feierte im Jahr 2005 sein 675-jähriges Bestehen.
Es gab immer wieder Bestrebungen, den Niederschelden mit dem benachbarten Niederschelderhütte, mit dem es zu einem Ort zusammengewachsen ist, auch politisch zu vereinigen. Dazu hätte Niederschelderhütte aus der rheinland-pfälzischen Gemeinde Mudersbach herausgelöst und Nordrhein-Westfalen angegliedert werden müssen. Im Juni 1964 gab es eine konkrete politische Initiative aus Niederschelderhütte zu einer Vereinigung, die vom Gemeinderat des damals noch selbstständigen Niederschelden unterstützt wurde. Entsprechende Vorstöße bei den Landesregierungen in Mainz und Düsseldorf scheiterten aber. „Der große Wunsch der Bürger, eine gemeinsame Gemeinde Niederschelden zu werden, hat sich nicht erfüllt“, resümierten zwei Heimathistoriker 2005.

### Wappen
| Wappen der ehemaligen Gemeinde Niederschelden | Blasonierung: „In Orange ein blauer Hochofen.“ |
| Wappen der ehemaligen Gemeinde Niederschelden | Wappenbegründung: Das Wappen wurde am 17. September 1957 vom nordrhein-westfälischen Innenminister genehmigt. Der Hochofen erinnert an die zahlreichen Eisenhütten sowie den Eisenerzabbau im Ortsgebiet, wobei die erste bereits 1417 gegründet wurde. Es verkörpert die vorherrschende Industrie, die das Ortsbild und die Struktur der Gemeinde geprägt hat. Orange und Blau sind die Farben der früheren Landesherren Oranien-Nassau. |

### Einwohnerzahlen
Einwohnerzahlen des Ortes:
| Jahr | Einwohner |
| ---- | --------- |
| 1818 | 289       |
| 1860 | 1.173     |
| 1885 | 1.751     |
| 1895 | 2.080     |
| 1905 | 2.909     |
| 1910 | 3.138     |
| 1925 | 3.524     |

| Jahr | Einwohner |
| ---- | --------- |
| 1933 | 3.437     |
| 1939 | 3.664     |
| 1950 | 5.028     |
| 1961 | 6.293     |
| 1986 | 5.976     |
| 1994 | 6.150     |
| 2004 | 5.542     |

| Jahr | Einwohner |
| ---- | --------- |
| 2006 | 5.467     |
| 2008 | 5.407     |
| 2009 | 5.314     |
| 2010 | 5.298     |
| 2011 | 5.270     |
| 2012 | 5.320     |
| 2013 | 5.254     |

| Jahr | Einwohner |
| ---- | --------- |
| 2014 | 5.200     |
| 2015 | 5.244     |
| 2016 | 5.161     |

## Religion
Der Ort, dessen Einwohnerschaft mehrheitlich evangelischer Konfession ist, verfügt neben einer evangelischen Kirche (mit Kriegerdenkmal) auch über eine katholische Kirchengemeinde. Die schon in den späten 1940er Jahren bestehende Kirche wurde aufgrund des vermehrten Zuzuges katholischer Bevölkerung im Jahre 1957 neu erbaut und ist dem heiligen Liborius geweiht. Die evangelische Kirche wurde am 23. November 1892 eingeweiht.

## Infrastruktur und Verkehr
Niederschelden verfügt über einen großen Industrieanteil im Industriegebiet Marienhütte an der Eiserfelder Straße sowie an der westlichen Grenze zu Niederschelderhütte. Im Gebiet hat auch die Utsch AG, der weltweit führende Produzent von Kraftfahrzeugkennzeichen, ihren Sitz.

### Schienenverkehr

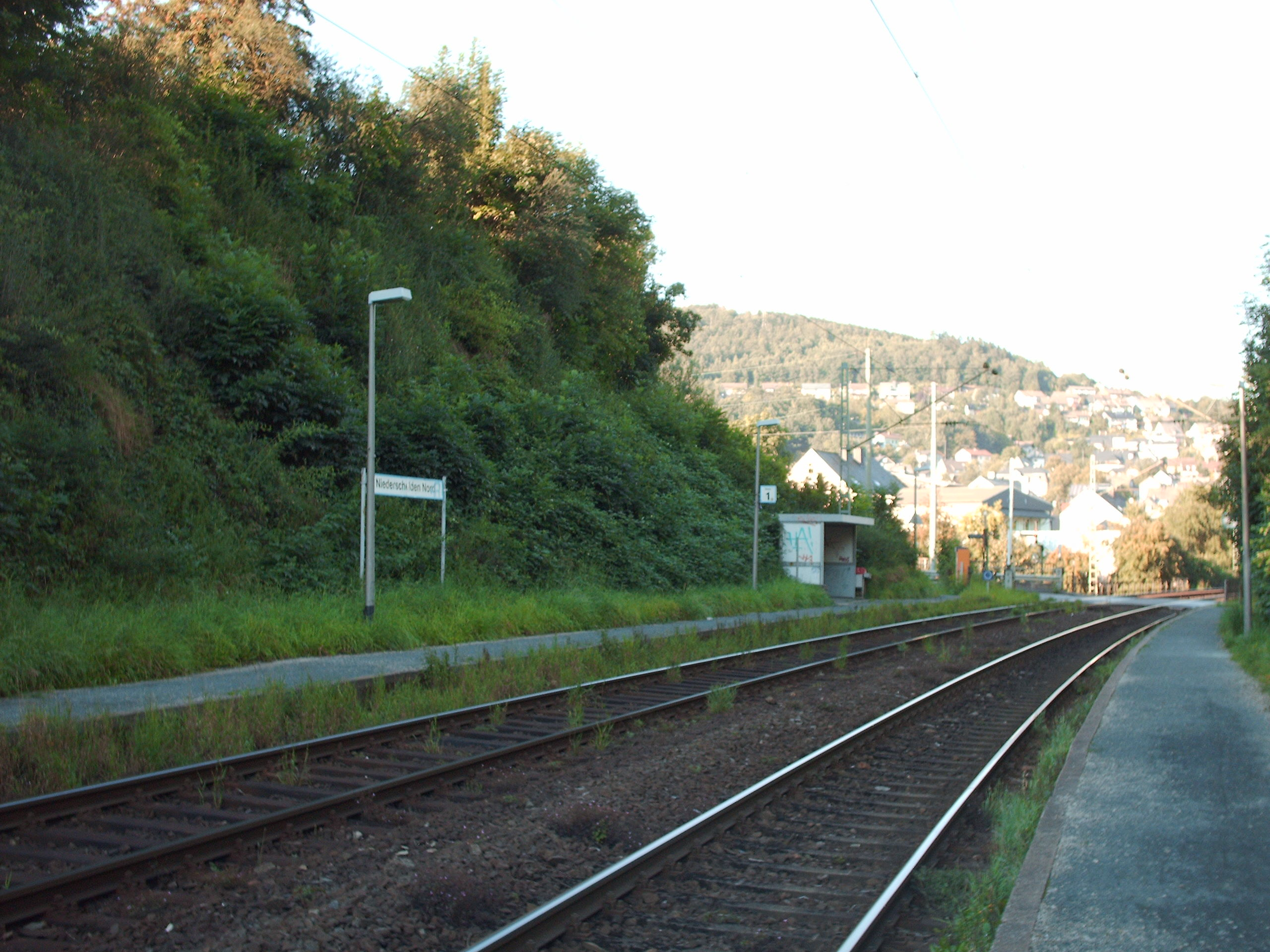
Haltepunkt Niederschelden Nord vor Weiterbau der Hüttentalstraße

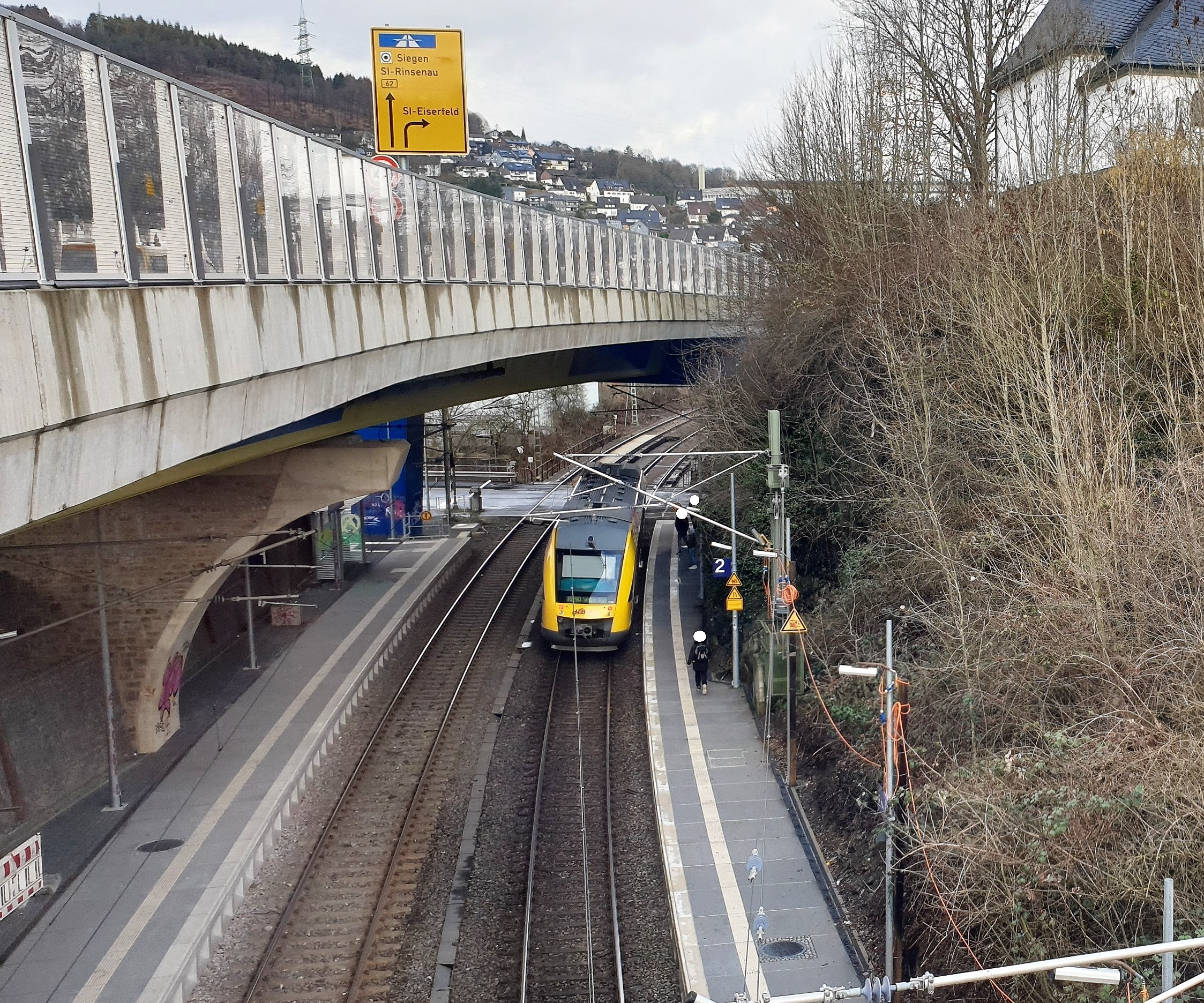
Haltepunkt Niederschelden Nord nach Weiterbau der Hüttentalstraße und Neubau der Bahnsteige mit einer zu den Zügen passenden Einstiegshöhe

Der Bahnhof Niederschelden und der Haltepunkt Niederschelden Nord befinden sich an der Siegstrecke (Köln–Siegen). Beide Stationen werden durch die Regionalbahnlinien RB 90 und RB 93 der Hessischen Landesbahn im Rahmen des Rheinland-Pfalz-Takts 2015 bedient.
Die Züge halten an beiden Stationen Richtung Siegen und Betzdorf an Werktagen durchgehend alle 30 Minuten, zu den übrigen Zeiten mindestens stündlich. Im Bahnhof Niederschelden halten darüber hinaus einzelne Züge der Linie RE 9 morgens in Richtung Köln sowie nachmittags und am späten Abend in Richtung Siegen.
Aus den Namen der Eisenbahn-Betriebsstellen ist nicht erkennbar, dass der Bahnhof Niederschelden in Niederschelderhütte (Ortsgemeinde Mudersbach) liegt und der Haltepunkt Niederschelden Nord in Niederschelden (Stadt Siegen). Zwischen den Stationen verlaufen die Grenzen des Landkreises Altenkirchen und des Kreises Siegen-Wittgenstein, der Verkehrsverbünde Rhein-Mosel und Westfalentarif und der Bundesländer Rheinland-Pfalz und Nordrhein-Westfalen.
| Linie | Verlauf | Takt                                        |
| ----- | --- | ------------------------------------------- |
| RB 90 | Westerwald-Sieg-Bahn: (Kreuztal – Siegen-Geisweid – Siegen-Weidenau –)* Siegen Hbf – Eiserfeld (Sieg) – Niederschelden Nord – Niederschelden – Mudersbach – Brachbach – Freusburg Siedlung – Kirchen – Betzdorf (Sieg) – Scheuerfeld (Sieg) – Niederhövels – Wissen (Sieg) – Etzbach – Au (Sieg) – Geilhausen – Hohegrete – Breitscheidt (Kr Altenkirchen Ww) – Kloster Marienthal (wochentags zweistdl.) – Obererbach – Altenkirchen (Westerwald) – Ingelbach – Hattert – Hachenburg – Unnau-Korb – Nistertal-Bad Marienberg (– Büdingen (Westerw) – Enspel – Rotenhain) (zweistündlich) – Langenhahn – Westerburg – Willmenrod – Berzhahn – Wilsenroth – Frickhofen – Niederzeuzheim – Hadamar – Niederhadamar – Elz (Kr Limburg/Lahn) – Staffel – Diez Ost – Limburg (Lahn) * einzelne Züge an Werktagen Stand: Fahrplanwechsel Dezember 2024 | 60 min                                      |
| RB 93 | Rothaarbahn: Betzdorf (Sieg) – Kirchen – Freusburg Siedlung – Brachbach – Mudersbach – Niederschelden – Niederschelden Nord – Eiserfeld (Sieg) – Siegen Hbf – Siegen-Weidenau – Siegen-Geisweid – Kreuztal – Ferndorf (Siegen) – Kredenbach – Dahlbruch – Hillnhütten – Stift Keppel-Allenbach – Hilchenbach – Vormwald Dorf – Vormwald – Lützel – Erndtebrück – Birkelbach – Aue-Wingeshausen – Berghausen (b Wittgenstein) – Raumland-Markhausen – Bad Berleburg Werktags einzelne Fahrten von Au (Sieg) bzw. Altenkirchen, Samstags 2x von Marburg nach Betzdorf als RB 94 Stand: Fahrplanwechsel Dezember 2021 | 60 min (werktags) 120 min (sonn-/feiertags) |

Niederschelden Nord ist neben dem Hauptbahnhof Siegen der einzige Halt im Stadtgebiet, welcher komplett barrierefrei ausgebaut ist. Es ist hier ohne fremde Hilfe und ohne Voranmeldung jederzeit ein ebenerdiger Zugang zu den Bahnsteigen möglich. Alle haltenden Züge passen zur Einstiegshöhe von 55 cm.

### Straßenverkehr
Niederschelden liegt an der Bundesstraße 62, die von Siegen nach Mudersbach und Kirchen in Rheinland-Pfalz führt. An der Grenze zu Niederschelderhütte zweigt von der alten B 62 die Landstraße 283 in Richtung Gosenbach ab. Der Ort ist über die Siegener Auffahrt an die Autobahn 45 angeschlossen. Im Jahr 2010 wurden die Weiterbaupläne der Hüttentalstraße, die damals in der Dreisbachsiedlung endete, wieder aufgegriffen. Diese Pläne beinhalteten die Weiterführung der Strecke bis kurz hinter die Landesgrenze Rheinland-Pfalz mit dem Bühltunnel und zwei eigenen Abfahrten. Gebaut wurde die Strecke in Niederschelden dann bis 2016. Die fertiggestellte Straße geht in Niederschelderhütte in die alte B 62 über.

## Schule und Freizeit

### Schule
In Niederschelden gibt es vier Kindergärten; einen im äußersten Süden an der B 62, zwei befinden sich in der Ortsmitte, der vierte ist in der Dreisbach in der ehemaligen Grundschule. Das Schulzentrum befindet sich auf dem Hubenfeld. Dort sind die Grundschule sowie das Gymnasium Auf der Morgenröthe mit der Abendschule und der Realschule angesiedelt.

### Sport
Der Niederschelder Verein „Sport“ sowie der im gleichen Jahr gegründete FC Borussia und der Verein „Einigkeit“ aus Gosenbach wurden 1908 gegründet und 1911 zur „Spielvereinigung Niederschelden“, aus dem 1925 der SuS Niederschelden/Gosenbach wurde. Die erste Fußballmannschaft des Vereins spielte zwischen 1947 und 1960 in der seinerzeit höchsten Amateurklasse Westfalens.
Am westlichen Ortsende befindet sich der Sportplatz Rosengarten sowie ein Sportheim und ein Schießstand. In der Ortsmitte ist die markante und weit sichtbare Rundturnhalle sowie eine Schulsportanlage gelegen.

## Persönlichkeiten

### Ehrenbürger
- Wilhelm Meißner (verliehen 18. November 1961)[23]
- Albert Schneider (verliehen 18. November 1961)[23]

### Söhne und Töchter Niederscheldens
- Charlotte Petersen (1904–1994), Journalistin
- Karl Althaus (1924–1989), Politiker
- Charlotte Böhmer (* 1933), Leichtathletin
- Hans-Joachim Solms (* 1953), Germanist
- Mehmet Daimagüler (* 1968), Jurist, Kolumnist und Buchautor